# (2286) Fesenkov
(2286) Fesenkov es un asteroide perteneciente al cinturón de asteroides, descubierto el 14 de julio de 1977 por Nikolái Stepánovich Chernyj desde el Observatorio Astrofísico de Crimea (República de Crimea).

## Designación y nombre
Designado provisionalmente como 1977 NH. Fue nombrado Fesenkov en honor al astrofísico soviético Vasili Grigórievich Fesénkov.